# Kōyō Ishikawa
Kōyō Ishikawa (石川 光陽, Ishikawa Kōyō), 5 juillet 1904 - 26 décembre 1989, est un photographe japonais. En tant qu'officier du département de la police métropolitaine de Tokyo, il est pratiquement la seule personne qui a photographié les dommages immédiats causés par les bombardements de Tokyo à la fin de la Seconde Guerre mondiale sous une réglementation stricte qui interdit aux civils de prendre des photos de dommages de guerre,.

## Galerie d'images

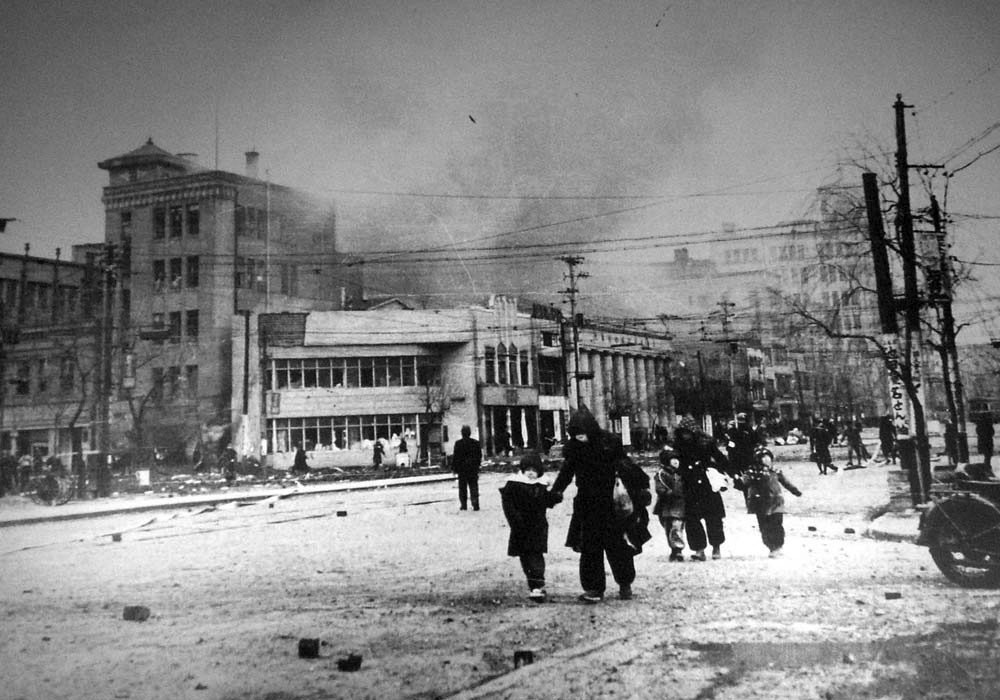
Évacués sous les bombardements
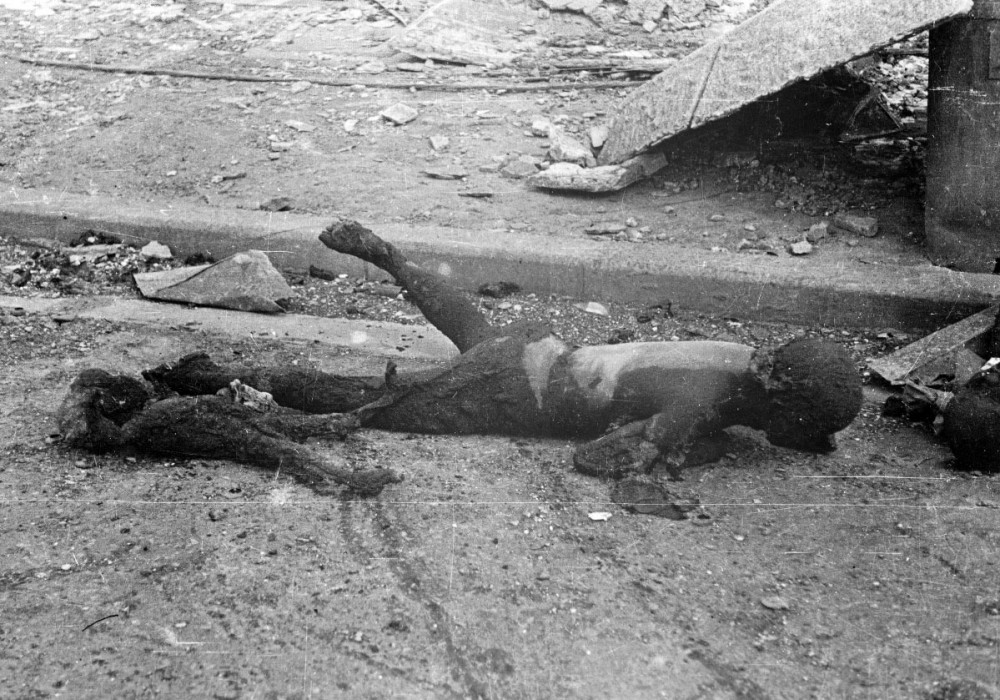
Victimes des bombardements
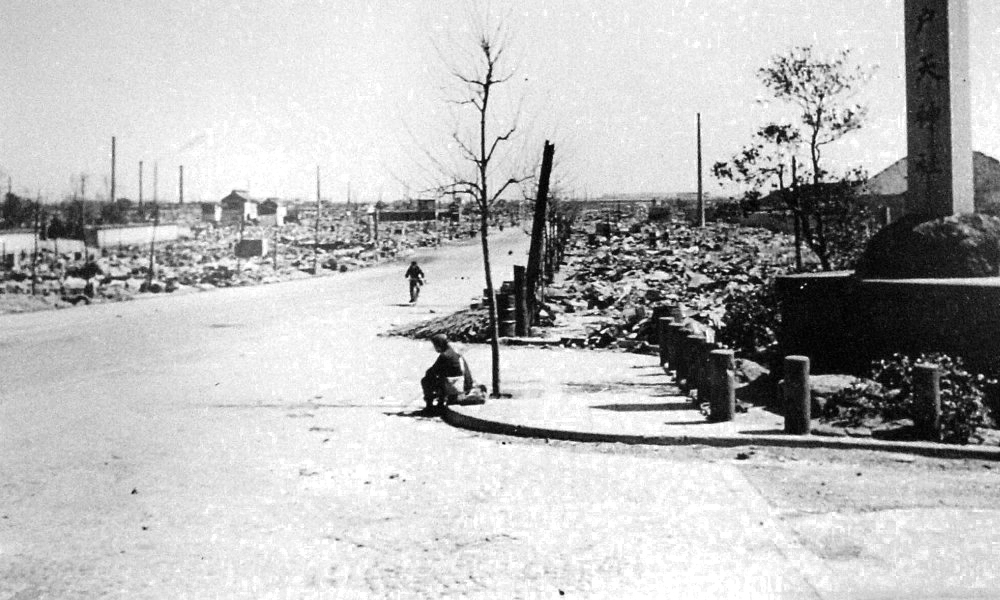
Ville en ruines après un bombardement